# Astragalus armeniacus
Astragalus armeniacus là một loài thực vật có hoa trong họ Đậu. Loài này được Boiss. miêu tả khoa học đầu tiên năm 1843.